# Liste der Monuments historiques in Sainte-Geneviève (Oise)
Die Liste der Monuments historiques in Sainte-Geneviève (Oise) führt die Monuments historiques in der französischen Gemeinde Sainte-Geneviève auf.

## Liste der Bauwerke
| Bezeichnung          | Beschreibung                  | Standort | Kennzeichnung | Schutzstatus | Datum | Bild           |
| -------------------- | ----------------------------- | -------- | ------------- | ------------ | ----- | -------------- |
| Kirche Ste-Geneviève | Erbaut ab dem 14. Jahrhundert | (Lage)   | PA00114858    | Inscrit      | 1983  | weitere Bilder |